# Glossosoma neffi
Glossosoma neffi är en nattsländeart som beskrevs av Arefina 2000. Glossosoma neffi ingår i släktet Glossosoma och familjen stenhusnattsländor. Inga underarter finns listade i Catalogue of Life.